# 트르지치

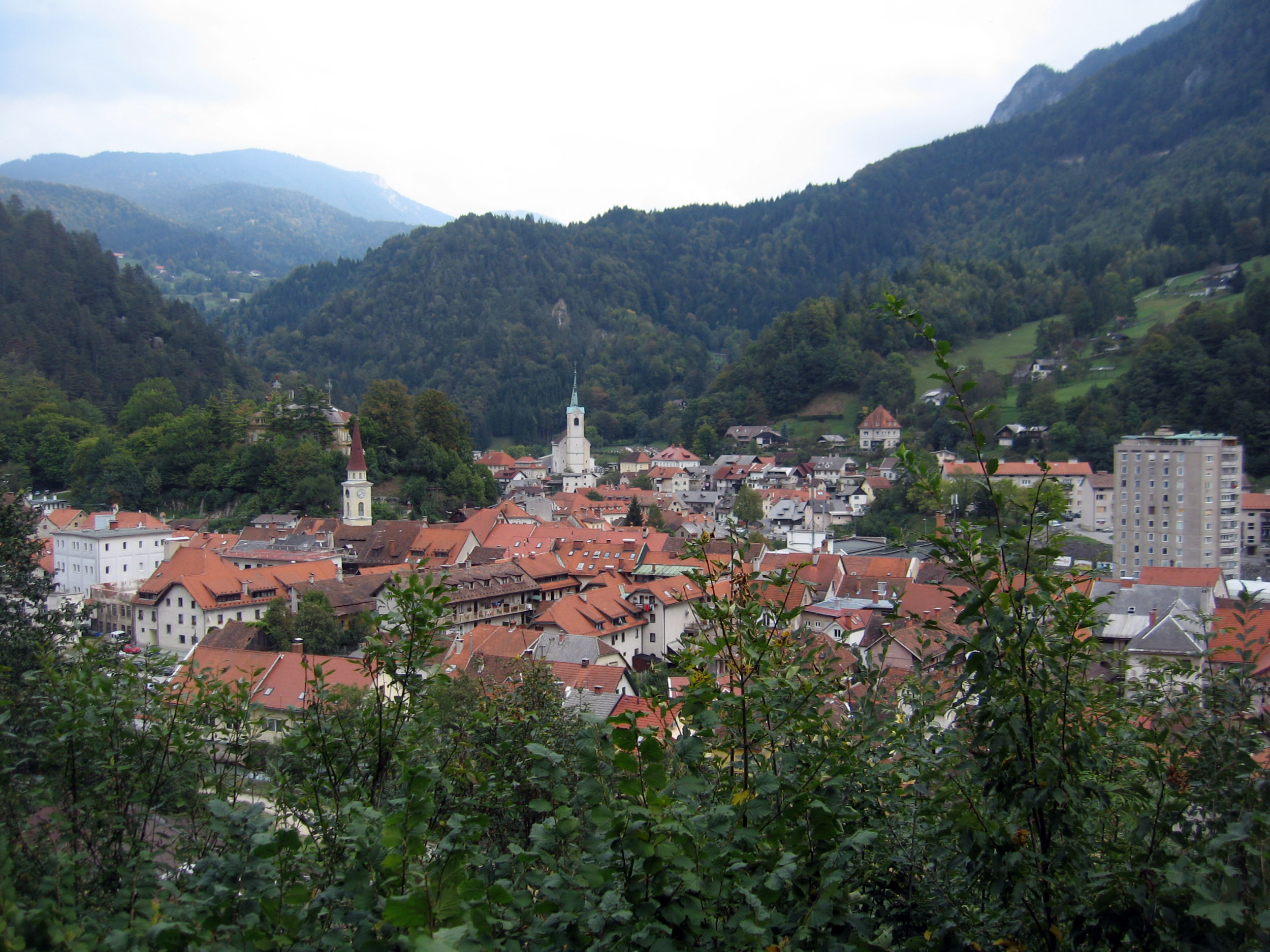
트르지치

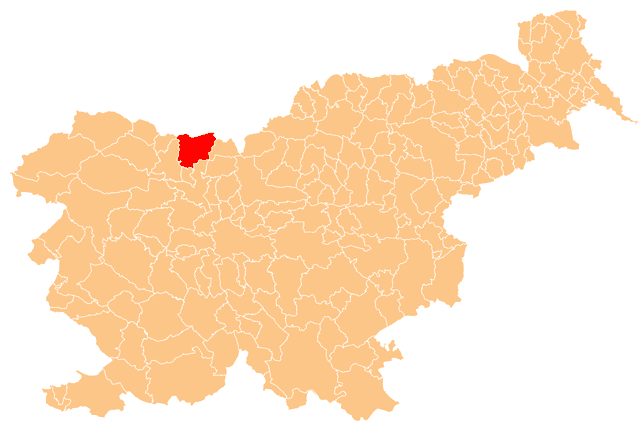
트르지치의 위치

트르지치(슬로베니아어: Tržič)는 슬로베니아의 도시로 면적은 155.4km2, 높이는 515m, 인구는 15,151명(2002년 기준), 인구 밀도는 97.5명/km2이다. 오스트리아 국경과 가까운 지점에 위치한다.